# Jo O'Meara
Joanne Valda O'Meara (nascida em 29 de abril de 1979 em Romford, Essex, na Inglaterra), é uma cantora, dançarina e atriz. Anteriormente vocalista do grupo pop S Club 7, iniciou carreira solo em 2003, após a separação do grupo.

## Carreira

### 2-4 Family (1998–1999)
Em 1998, Jo O'Meara iniciou sua carreira no grupo 2-4 Family, onde permaneceu em um único lançamento, Stay, que permaneceu entres os oito primeiros do UK Singles Chart.

### S Club 7 (1999-2003)
Em 1999, a gravadora 19 Entertainment convidou Jo para participar do grupo S Club 7. Ela foi um membro predominante do grupo, cantando a maioria dos vocais do grupo e protagonizando junto com os outros membros várias séries de TV e de um filme, Seeing Double.	

### What Hurts The Most (2005-2006)
Ocorreram vários boatos do que aconteceria com Jo O'Meara após o fim do S Club 7, mas em julho de 2005 ela anunciou que iniciaria sua carreira solo com a Sanctuary Records. Seu maior sucesso "What Hurts the Most" foi lançado em 26 de setembro de 2005, e ficou entre os 13 melhores no UK Singles Chart, mas rapidamente seu disco não teve o reconhecimento esperado, e quando a gravadora planejava lançar um segundo álbum Jo resolveu cancelar esse projeto.

### Volta do S Club
Desde novembro de 2008, Jo O'Meara vem realizando show em boates, universidades e outros locais juntamente com Bradley McIntosh e Paul Cattermole, integrantes do S Club 7.
Em 12 de novembro de 2008, uma garrafa foi atirada em Jo durante o seu desempenho em Bradford, que a deixou com um grave corte na cabeça, necessitando de tratamento em um hospital próximo. Um homem de 20 anos foi preso e acredita-se que o ataque foi motivado pela atuação de Jo no reality show inglês Celebrity Big Brother. 

## Discografia

### Álbuns
- Relentless (2005)
- These Little Moments (2010)

### Singles
- "What Hurts the Most" (2005)
- "In a Broken Dream" (2010)

## Filmografia
| Ano  | Trabalho                        |
| ---- | ------------------------------- |
| 1999 | Miami 7                         |
| 1999 | The Greatest Store in the World |
| 2000 | LA 7                            |
| 2001 | Hollywood 7                     |
| 2002 | Viva S Club                     |
| 2003 | Seeing Double (Dose Dupla)      |

### Reality shows
- Just the Two of Us (2006)
- Celebrity Big Brother (2007)